# Anna Alexandrowna Schpynjowa

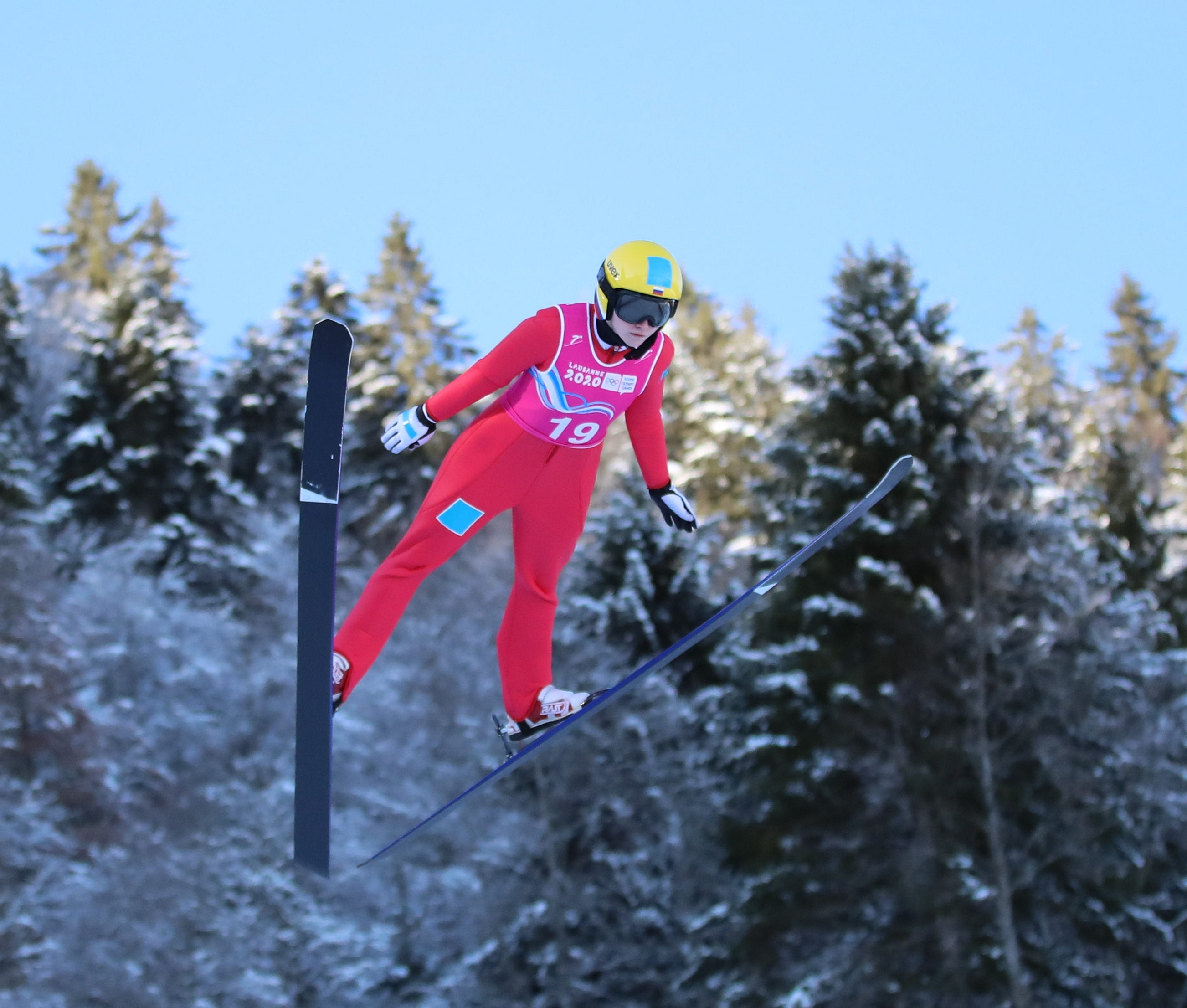
Anna Schpynjowa im Wettkampf bei den Olympischen Jugend-Winterspielen 2020

Anna Alexandrowna Schpynjowa (russisch Анна Александровна Шпынёва; * 3. Januar 2002) ist eine russische Skispringerin. Sie wurde bei den Junioren-Weltmeisterschaften 2019 in Lahti dreifache Weltmeisterin (im Einzel, mit dem Frauen- sowie mit dem Mixed-Team) und erreichte bei den Olympischen Jugend-Winterspielen 2020 ebenfalls die Goldmedaille.

## Werdegang
Anna Schpynjowa startet für Sankt Petersburg Sdusshor. Sie nahm am 9. und 10. Juli 2016 im polnischen Szczyrk zum ersten Mal an einem Wettbewerb des FIS Cups teil, wo sie die Plätze fünf und vier belegte. Ihre nächste Wettbewerbsteilnahme am 26. und 27. August 2016 in Oberwiesenthal war zugleich ihr Debüt im Continental Cup, bei dem sie die Plätze 26 und 24 erreichte. Ein Jahr später startete sie am 18. und 19. August 2017 am selben Ort erneut im Continental Cup und verpasste im ersten Wettbewerb mit Platz vier zunächst das Podest knapp und belegte im zweiten Wettbewerb mit einem dritten Platz ihren ersten Podestplatz im Continental Cup.
Am 15. November 2018 erreichte Spynjowa mit Platz zwei auf dem Tveitanbakken im norwegischen Notodden ihr bisher bestes Continental-Cup-Ergebnis. Daraufhin wurde sie für die Weltcupspringen in Lillehammer vom 30. November bis zum 2. Dezember 2018 nominiert, verpasste aber bei allen drei Springen des Wochenendes die Punkteränge. Bei den Nordischen Junioren-Skiweltmeisterschaften 2019 im finnischen Lahti gewann sie sowohl im Einzel, als auch mit dem Team (mit Marija Jakowlewa, Alexandra Baranzewa und Lidija Jakowlewa) und dem Mixed-Team (mit Michail Purtow, Lidija Jakowlewa und Maxim Sergejew) jeweils den Weltmeistertitel. Am 8. Februar 2019 konnte sie beim Springen auf der Logarska dolina im slowenischen Ljubno als 17. ihre ersten Weltcuppunkte gewinnen.
Bei ihrer ersten Teilnahme an einer Weltmeisterschaft wurde Schpynjowa 2019 in Seefeld mit einem 12. Platz beste Russin. Gemeinsam mit Alexandra Kustowa, Lidija Jakowlewa und Sofija Tichonowa wurde sie beim erstmals ausgetragenen Teamspringen Fünfte. Beim abschließenden Mixed-Teamwettbewerb wurde sie mit dem russischen Team Siebte. Bei den Olympischen Jugend-Winterspielen 2020 in Prémanon gewann Schpynjowa die Goldmedaille vor Joséphine Pagnier. Mitte Februar 2020 wurde Schpynjowa bei den russischen Meisterschaften 2020 in Nischni Tagil russische Meisterin mit dem Team und gewann darüber hinaus sowohl im Einzel als auch mit dem Mixed-Team die Silbermedaille.

## Statistik

### Nordische Skiweltmeisterschaften
- Seefeld 2019: 12. Einzel, 5. Team, 7. Mixed-Team

### Weltcup-Platzierungen
| Saison  | Platz | Punkte |
| ------- | ----- | ------ |
| 2018/19 | 33.   | 088    |
| 2019/20 | 33.   | 041    |
| 2020/21 | 46.   | 007    |

### Grand-Prix-Platzierungen
| Saison | Platz | Punkte |
| ------ | ----- | ------ |
| 2017   | 49.   | 001    |
| 2018   | 40.   | 010    |
| 2019   | 14.   | 051    |

### Continental-Cup-Platzierungen
| Saison  | Sommer | Sommer | Winter | Winter | Gesamt | Gesamt |
| Saison  | Platz  | Punkte | Platz  | Punkte | Platz  | Punkte |
| ------- | ------ | ------ | ------ | ------ | ------ | ------ |
| 2016/17 | 36.    | 012    | –      | –      | 52.    | 012    |
| 2017/18 | 05.    | 154    | 04.    | 271    | 03.    | 425    |
| 2018/19 | 06.    | 081    | 08.    | 170    | 01.    | 251    |